# Свідки Єгови
Сві́дки Єго́ви (колишня назва: «Дослідники Біблії») — міжнародна релігійна організація, заснована у 1880-х роках у США Чарлзом Расселлом. Станом на 2022 рік найвища кількість активних членів становила 8 699 048 осіб.
Православна[джерело?], католицька, греко-католицька та протестантські церкви заперечують приналежність релігійної організації Свідків Єгови до християнства, тому що ті не приймають основних релігійних догматів загальновизнаного християнства. Західні релігієзнавці вважають Свідків Єгови християнською деномінацією реставраціоністського напряму.

## Назва
Свідки Єгови — назва, яку прийняла керована Дж. Ф. Рутерфордом група «Дослідників Біблії» 29 липня 1931 року, при цьому інші групи, що відкололися від основної течії, продовжили називатися Дослідниками Біблії або прийняли інші назви (наприклад, у Чикаго існує група «Дослідники Письма Зорі»).
Назву «Свідки Єгови» Рутерфорд виводив зі слів з книги пророка Ісаї (Іс. 43:10—12).
Назва «Свідки Єгови» пов'язана з переконанням членів організації, основне завдання якої — свідчити про Бога, ім'я якого Єгова. Було чітко видно, що доручену Богом працю виконували Христові послідовники. Сам Ісус подав їм приклад, адже відразу після свого хрещення почав проповідувати про «царство небесне» (Матв. 4:17). Він навчав своїх учнів робити те саме. Ісус сказав: 
| Та ви приймете силу, як Дух Святий злине на вас, і Моїми ви свідками будете в Єрусалимі, і в усій Юдеї та в Самарії, та аж до останнього краю землі. | (Дії 1:8, Огієнко)

## Історична довідка

### Дослідники Біблії
Дослідники Біблії як релігійна група сформувалась у 1870-тих роках з невеликої групи осіб, що збирались для дослідження Біблії під керівництвом Ч. Т. Расселла (1852—1916) в Піттсбурзі (штат Пенсільванія). Головною метою цієї групи було не знайти в Біблії підтвердження власних поглядів, а зрозуміти, про що вона насправді вчить. Кожна зустріч з дослідження Біблії відбувалась за таким принципом: піднімалася тема, бралася біблійна конкордація, вивчався кожен вірш, пов'язаний з темою, і в кінці записувалися висновки. З часом релігійні погляди членів цієї групи радикально змінилися і вони ділилися ними з іншими. Відкриття, які робили ці Дослідники Біблії, викликали цікавість усе більшої кількості людей. Так чисельність Дослідників Біблії зростала. Наступник Расселла Джозеф Ф. Рутерфорд (1869—1942) розширив територію, де діяли Свідки Єгови (назву прийнято 1931 року). Після смерті Расселла в результаті зміни статуту Товариства, методів діяльності, методів управління та перетворення цього руху на Організацію дехто з Дослідників Біблії вийшов з Товариства. В 1931 році всі ті, хто залишились з Рутерфордом, прийняли для себе нову назву — Свідки Єгови — та розірвали всі стосунки з тими, що відділилися. Ті, хто вийшли, розпорошилися і створили безліч нових окремих груп Руху Дослідників Біблії, деякі з яких існують до теперішнього часу.

### Свідки Єгови
У Західній Україні та Білорусі Свідки Єгови розгорнули активну діяльність у 1920-х роках, хоча поодинокі прихильники цієї громади були вже на початку XX століття. З'являються цілі громади Дослідників Біблії у Галичині, на Волині, у Закарпатті та на Буковині. Місіонерська робота членів громади в ці роки насправді набуває масового характеру. Діяльність Дослідників Біблії на початку XX століття проходила на території чотирьох держав в абсолютно різних умовах. У таких країнах, як Польща та Чехословаччина існувала відносна релігійна свобода, яка сприяла інтенсивній місіонерській діяльності в Західній Україні. Влада в цих країнах доволі толерантно ставилась до діяльності громади, що й було закріплено у відповідних державних актах. На противагу цьому, у Східній Україні та на Буковині право на свободу совісті постійно зазнавало утиску з боку держави. Як комуністична влада на засадах атеїзму, так і румунський уряд під впливом православ'я активно перешкоджали місіонерській діяльності Свідків Єгови. І як не парадоксально, навіть у цих країнах кількість членів організації продовжувала постійно зростати.
В СРСР діяльність Свідків Єгови було заборонено: їх переслідували за їхню позицію християнського нейтралітету. У книзі К. Бережка «Історія Свідків Єгови на Житомирщині» говорилося, що представників цієї громади особливо жорстоко переслідували за часів радянської влади. Так, у 1951 році за рішенням Сталіна було розроблено операцію «Північ» («Север»), в результаті якої з Західної України, Молдови, Західної Білорусі, Литви, Латвії та Естонії в Сибір загалом було виселено близько 9500 Свідків. Свідки Єгови були єдиною в Радянському Союзі релігійною групою, членів якої масово висилали до Сибіру.
Заборону скасовано з розпадом Радянського Союзу та проголошенням незалежності України, після чого діяльність Свідків Єгови набула розповсюдження на всій території України. У серпні 1993 року відбувся перший на території України міжнародний конгрес Свідків Єгови в Києві. Крім українських Свідків, на конгресі побували тисячі делегатів з 30 різних країн. Програма подавалася частково російською, частково англійською мовою, з синхронним перекладом на 15 інших мов.

## Історія Свідків в Україні

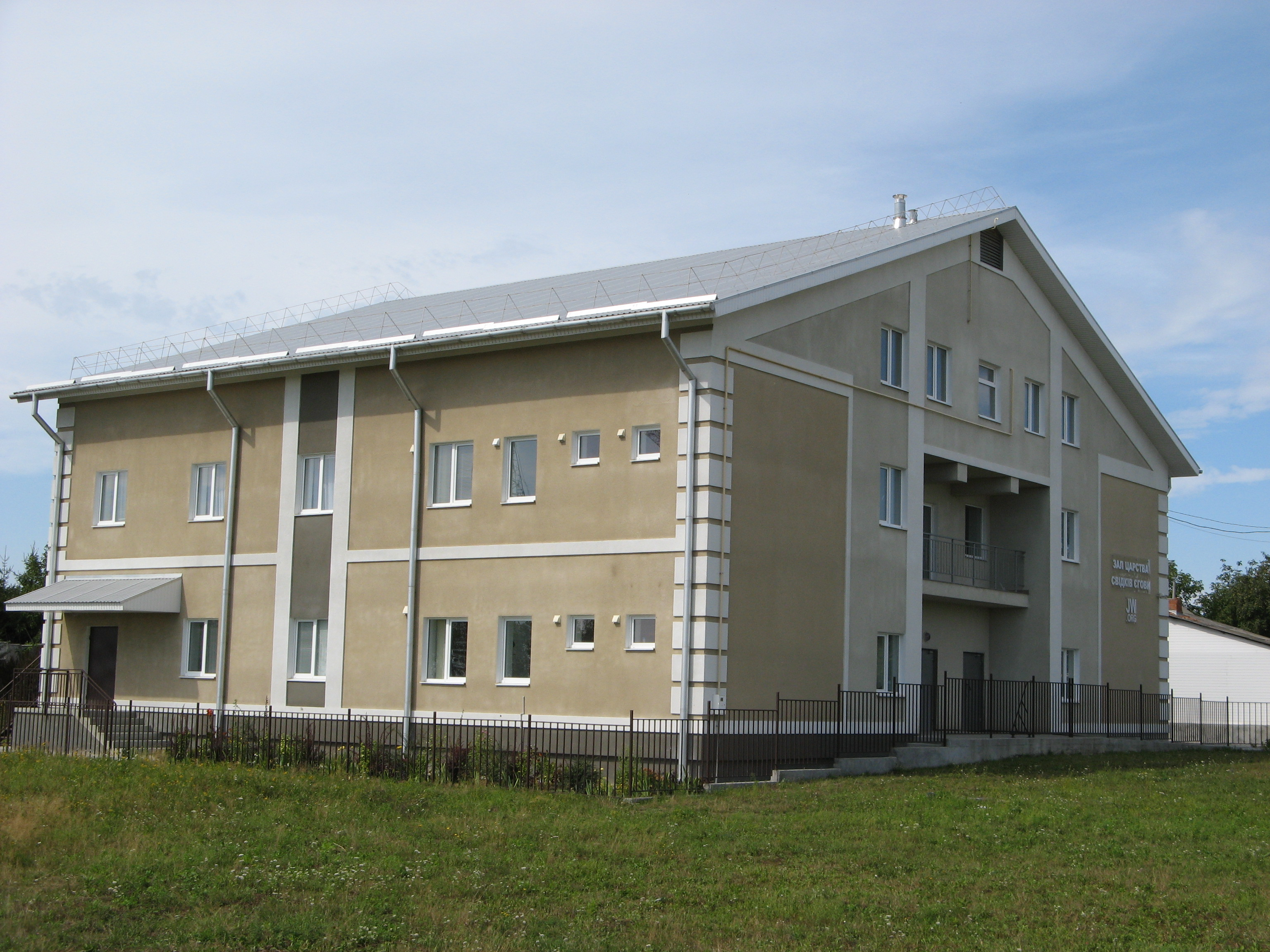
Зал Царства Свідків Єгови у Львові

Вперше територію України в 1891 році відвідав представник Дослідників Біблії, як тоді називались Свідки Єгови, Пастор Чарлз Тейз Расселл з біблійною промовою «Сіонізм у пророцтві». Наприкінці XIX та на початку XX сторіччя чимало українських родин емігрувало до США та Канади, там знайомилися з Дослідниками Біблії, і в цих країнах утворювалися україномовні групи. Декотрі поверталися назад на територію України, і також поширювали там набуті вчення. 1918 року українською мовою вийшла у світ публікація «Божий План Віків».
Перший конгрес Дослідників Біблії на території України відбувся у травні 1926 року на Закарпатті (с. Великі Лучки). Присутніх було близько 150 осіб, 20 осіб охрестилися. У місті Львові перший конгрес відбувся 1928 року, в 1932 році — на Закарпатті (у с. Солотвині). Присутніх було близько 500 осіб; прибули і представники з Німеччини. Згодом конгреси проводились також у Галичині й Волині.
У Всесвітньому центрі в Брукліні, звертаючи особливу увагу на розвиток подій в СРСР і з метою легалізувати свій статус, з Канади 1928 року в Україну прибув Джордж Янґ: відвідав Харків, організував триденну зустріч з місцевою групою Дослідників Біблії, домігся ввезення кількох сотень брошур. Однак протидія з боку органів влади змусила його залишити країну. Повернувшись додому, він писав, що групи Дослідників Біблії існували тоді ж і в Києві, і в Одесі.
Як у Німеччині в часи влади Гітлера та Другої світової війни (1933—1945 роки), так і в Радянському Союзі також і після війни, відбувалися масові арешти, ув'язнення (до 10–25 років) та переслідування Свідків Єгови: робили обшуки у будинках, присилали агентів, стежили за їхньою діяльністю, багатьох страчували, висилали в Сибір: так, 8 квітня 1951 року було виселено понад 6100 Свідків Єгови із Західної України. Рано-вранці вантажівки із солдатами зупинялися біля будинків Свідків і давали кожній сім'ї лише дві години, щоб зібрати речі. Можна було брати лише цінності та особисті речі. Виселенню підлягали всі, хто був удома: чоловіки, жінки, діти. Жодні причини, як-от похилий вік або погане здоров'я, до уваги не бралися. Надзвичайно швидко, буквально за один день людей завантажили у товарні вагони й відправили до Сибіру. Усе це робилося з метою винищити, або ж послабити вплив Свідків Єгови у тодішньому Радянському Союзі.
У другій половині 1980-х років тиск на Свідків Єгови дещо послабився. У місцевих зборах почала зростати кількість членів; вони мали змогу отримувати більше літератури (яку раніше конфісковували, знищували, і за зберігання якої саджали у в'язницю). У 1988 році влада надала дозвіл відвідати конгрес у Польщі.
З розвалом Радянського Союзу в 1991 році, Свідки Єгови в Україні отримали свободу і були зареєстровані з набуттям статусу релігійної організації, у цьому ж році відбувся перший конгрес Свідків Єгови в Україні, у місті Львові. А 1993 року в Києві відбувся перший в Україні міжнародний конгрес. Присутніх було 64 714 осіб, охрестилися 7 402. З того часу чисельність Свідків Єгови в Україні почала стрімко зростати. Найвищу їх кількість було зафіксовано станом на 2019 рік — 129 310 осіб.
У травні 2020 року в Україні вперше проходило судове засідання про ухилення від мобілізації з релігійних мотивів. Суд виправдав обвинуваченого свідка Єгови, 40-річного Віталія Шалайка.

## Організація
Духовний нагляд над всесвітньою діяльністю Свідків Єгови здійснює Керівний орган, котрий тепер складається з дев'яти осіб.
Всесвітній Центр Свідків Єгови та Біблійне і трактатне товариство «Вартова башта» (юридична особа, якою вони послуговуються) з вересня 2016 р. розташовані в містечку Ворвік, на північ від Нью-Йорка на березі озера Стерлінг Форест. Організація має також комплекси будівель у містечках Паттерсон та Уолкілл (США), а також понад 90 регіональних філіалів, розташованих по всьому світі. В кожному з філіалів діє комітет філіалу, який координує діяльність Свідків Єгови на території, за яку він відповідає та підпорядковується Керівному органу.
Діяльність Свідків Єгови охоплює 240 країн і територій світу.

#### Внутрішня діяльність
Місцеві громади Свідків Єгови називаються зборами, і провід у них беруть старійшини, котрим допомагають служителі збору. Кожен збір складається з близько 60—180 осіб і умовно поділяється на декілька груп, за кожну з яких відповідає один зі старійшин (наглядач групи) або служитель групи. У свою чергу, збори групуються по теократичних районах (по 10–15 зборів у кожному районі). За кожен район відповідає районний наглядач, який двічі на рік відвідує кожен збір у цьому районі. Окрім того, за діяльністю Свідків Єгови в кожній країні (або декількох країнах) наглядає місцевий філіал організації. Раз на рік філіали відвідує Представник Всесвітнього Центру. Філіал в Україні знаходиться в смт Брюховичі біля Львова.
Щотижня Свідки Єгови збираються в побудованих за добровільні пожертви та зусиллями добровольців-будівельників Залах Царства на зібрання (у кожному Залі Царства є скринька для добровільних пожертв, особливість Свідків Єгови у тому, що не вимагається давати пожертви, вони є абсолютно добровільними), де досліджують Біблію і навчаються, як застосовувати її вчення у щоденному житті. Якщо ж збір не має власного Залу Царства, він винаймає відповідне приміщення в адміністративних структур, а в іншому випадку організовує зустрічі у приватних будинках. Зібрання Свідків Єгови відкриті для всіх бажаючих. Кожного тижня (за винятком тижня, в кінці якого запланований конгрес) відбувається два зібрання. Одне проходить ввечері серед тижня, починаючи з 2016 року, і складається з трьох частин: «Скарби з Божого Слова» (обговорюється запланований уривок з Біблії), «Вдосконалюймо своє служіння» (наочно демонструються різні методи) і «Християнське життя» (обговорюється, як застосовувати на ділі те, чого навчились). До останньої з цих частин входить також «Вивчення Біблії у зборі», яке проводиться з 2009 року (до того часу воно проводилось в окремий день тижня в кожній групі збору і називалось «Книговивчення групи збору») і до 2015 року проводилось як окрема частина службового зібрання. Інше зібрання проводиться на вихідних, зазвичай у неділю, і в нього входять дві частини: публічна промова та вивчення Біблії за допомогою «Вартової башти». У більшості частин зібрань можуть брати участь присутні, подібно до того, як це відбувається на шкільних уроках. Кожне зібрання починається й закінчується співанням пісні й молитвою.
Двічі на рік проходять районні конгреси, на які збираються Свідки Єгови з одного теократичного району.
Раз на рік проводяться регіональні конгреси, які відвідують делегати однієї теократичної області. Також кожного року 14 нісана за єврейським календарем (припадає на різні дати впродовж кінця березня — середини квітня) Свідки Єгови по цілому світі відзначають Спомин смерті Ісуса Христа.
Раз на кілька років організовуються масштабні міжнародні конгреси, на які прибувають делегати з різних країн.

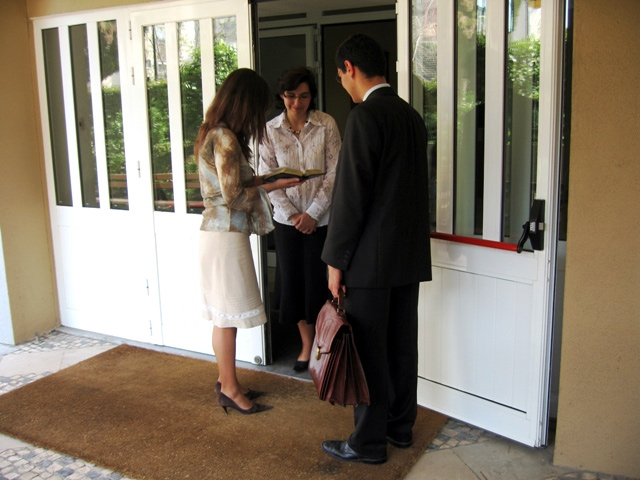
Свідки Єгови проповідують від дому до дому в Софії (Болгарія)

#### Зовнішня діяльність
Діяльність Свідків Єгови здійснюється шляхом проповідування про Бога та його Царство на вулиці, від дому до дому, в публічних місцях тощо. Організацію проповідування покладено на старійшин збору. Окрім заохочення до проповідування на зібраннях збору, організовуються також окремі зустрічі до проповідування. У своїй проповідницькій діяльності Свідки Єгови широко використовують Біблію та власну літературу (на основі Біблії), яку пропонують безкоштовно кожному, хто бажає ознайомитися з біблійними вченнями.

### Видавнича діяльність
Література Свідків Єгови пишеться та друкується централізовано: спочатку англійською, згодом перекладається на інші мови, і відсилається у відповідні філіали. За своїм характером література ділиться на періодичну й неперіодичну. Окрім книг, журналів, брошур і буклетів, Свідки Єгови випускають також документальні та художні фільми (1007 мовами), посібники мовами жестів (100 мовами), книги шрифтом Брайля (40 мовами), а також аудіозаписи (пісні для зібрань в оркестровому, вокальному та інструментальному виконанні, аудіоверсії «Вартової башти» та «Пробудись!», записи біблійних драм для конгресів і особистого прослуховування). Література Свідків Єгови видається понад 1000 мовами.

#### Переклад Нового світу
«Переклад Нового світу» — переклад Святого Письма, зроблений на сучасну англійську мову безпосередньо з давньоєврейської, арамейської та давньогрецької мов перекладацьким комітетом Свідків Єгови. Вперше цей переклад був виданий у кількох частинах у період між 1950 і 1960 роками. Видання іншими мовами базується на англійському перекладі. В червні 2005 року українською з англійської перекладено лише «Переклад нового світу. Християнські Грецькі Писання». На конгресі 04.07.2014 року Свідків Єгови в Україні було оголошено про повний «Переклад Нового Світу» українською мовою. З моменту виходу першого видання «Переклад нового світу» повністю або частково перекладений понад 185 мовами і надруковано більш ніж 227 млн його примірників.

#### Періодичні видання
Серед періодичних видань «Товариства Вартової Башти» Свідків Єгови:
- Журнал «Вартова башта». Виходить у двох виданнях — «Видання для розповсюдження» (тричі на рік) і «Видання для вивчення» (раз на місяць).
- Журнал «Пробудись!». Призначений для розповсюдження, виходить тричі на рік (чергується з відповідним виданням «Вартової башти»).
- Щомісячний посібник «Християнське життя і служіння».
- Щорічник Свідків Єгови (видавався до 2017 року).
- «Щоденне досліджування Святого Письма» — брошура кишенькового формату, що містить добірку біблійних віршів на кожен день для особистого роздумування над окремим віршем з Біблії (містить коментарі, взяті з надрукованих раніше випусків «Вартової башти»).

## Особливості вчення
Свої вчення Свідки Єгови засновують на Біблії, вважаючи її натхненим Божим Словом за посередництвом праведних вибраних людей. Свідки Єгови різко відрізняються від загальновизнаних християнських церков у таких моментах:
- Використання в поклонінні ікон, образів тощо: Свідки Єгови вважають, що згідно з Біблією, це є ідолопоклонством та суперечить волі Бога (Вих. 20:4‚ 5 та Іс. 44:10-18).
- Поняття Трійці: На думку Свідків Єгови, єдиним і правдивим Богом є Єгова (Ів. 17:3; Мр. 12:29); (Вих. 15:3), Ісус Христос — йому підпорядкованим (1 Кор. 11:3), а Святий Дух — діючою силою Бога (Бут. 1:2; Дії 2:18).
- Святкування Різдва та Великодня: На думку Свідків Єгови, Ісус народився «не 25 грудня‚ а десь 1 жовтня‚ коли пастухи ще залишали свої отари на ніч просто неба» (Лк. 2:8—12), «ніколи не наказував християнам святкувати день його народження», а лише «вшановувати пам'ять про його смерть» (Лк. 22:19‚ 20).

Якщо взяти дату смерті Ісуса Христа, яка записана в євангеліях (це сталось навесні, в кінці березня або на початку квітня), коли Ісусу було 33,5 роки і порахувати пів року назад, то ми будемо мати місяць, коли народився Ісус — кінець вересня — початок жовтня.
- Хрест: На думку Свідків Єгови, «Ісус помер не на хресті‚ а на палі чи стовпі. Грецьке слово „стаурос“, що в багатьох Бібліях перекладається як „хрест“‚ означає тільки один брус дерева. Символ хреста походить зі стародавніх фальшивих релігій. Хрест не застосовувався й не вшановувався ранніми християнами» (Повторення Закону 7:26; 1 Кор. 10:14).

Крім того, особливими для Свідків Єгови є також:
- Переконаність у близькості «Армагеддону»: На думку Свідків Єгови, «Війни‚ голод‚ пошесті‚ зростання беззаконня» є знаком наближення кінця (посилаються на Матвія 24:3‚ 7‚ 8‚ 12; Луки 21:10‚ 11; 2 Тимофія 3:1—5)
- Віра у воскресіння і заперечення догмату про безсмертну душу. Посилаються на Єз. 18:4 і Дії 24:15
- Неприйняття святкування днів народжень: На думку Свідків Єгови, ці свята мають язичницьке походження; їх святкували люди‚ котрі не поклонялися Єгові, і ніколи не святкували послідовники Христа (Бут. 40:20—22; Мр. 6:21‚ 22‚ 24—27). Християни першого століття теж не святкували, як засвідчують історики: «Ідея святкувати день народження була чужа тогочасним християнам» (Август Неандер, «Загальна історія християнської релігії та церкви» ["Allgemeine Geschichte der christlichen Religion und Kirche"], 1842, т. I, с. 518). «Євреї, котрі жили в пізніші часи, дивилися на святкування днів народження як на частину ідольського поклоніння; такий погляд опирався на численні спостереження за тим, як люди звичайно святкували ці дні» («Імператорський біблійний словник» ["The Imperial Bible-Dictionary"] за редакцією Патріка Ферберна, Лондон, 1874, т. I, с. 225).

- Неприйняття крові, як у формі вживання в їжу, так і у випадках переливання, навіть у разі гострої медичної необхідності[31]. Певні пошукові роботи Свідків Єгови та наукові дослідження[які?] державних установ[яких?] показують, що переливання цільної крові не має жодних переваг над вживанням відповідних замінників, а часто має масу недоліків. (Посилаються на Бут. 9:3‚ 4; Лев. 17:13‚ 14; Дії 15:28‚ 29)
- Погляд, що Михаїл є єдиним архангелом і що це Ісус Христос у періоди до і після його сходження на землю (Посилаються на Мт. 13:41; 16:27; 24:31; 1 Сол. 4:16; 2 Сол. 1:7; 1 Петр. 3:22)[32].

## Полеміка
Критикуючи вчення християнських церков, Свідки Єгови наражаються на гостру критику на свою адресу. Найгостріші полемічні питання точаться стосовно таких питань:
- Божественності Ісуса Христа. Свідки Єгови не вірять у те, що Ісус є Богом[33].
- Вшанування ікон. Свідки вважають неправильним вшанування ікон.
- Догмату про триєдиність Бога, встановлений Церквою з IV по VII ст., який Свідки Єгови вважають небіблійним.
- Святкування Великодня, яке було остаточно прийнято Церквою, як свято Воскресіння Христового в V столітті. Свідки Єгови вважають практику встановлення церквою певних традицій і свят нехристиянською.
- Очікування кінця правління системи Сатани. Свідки Єгови двічі за історію пробували передбачити дату, але в обох випадках помилилися. Зокрема Расселл очікував настання кінця правління Сатани в 1914 році. Богослови вважають такі передбачення неприпустимими, оскільки, відповідно до Святого Писання «про день той і про годину не знає ніхто: ані Анголи небесні, ані Син, лише сам Отець» Мт. 24:36, Огієнко (Ще на початку 1870-х років вони наголошували на тому, що 1914 рік є роком закінчення «семи часів» (Дан. 4:25; Луки 21:24). Вони зрозуміли що Даниїлове пророцтво про «сім часів» вказувало на час виконання Божого наміру щодо Месіанського Царства. Як і передрік Ісус, його «присутність» як небесного Царя позначили приголомшливі світові події: війни, голод, землетруси, епідемії (Матвія 24:3—8; Луки 21:11)).
- Святкування днів народжень. Свідки Єгови вважають, що даний не раз Божий наказ «не торкайтесь нечистого» стосується також і днів народження з огляду на їхнє нечисте (язичницьке) походження. Вони посилаються на той факт, що в Біблії згадуються лише два святкування днів народження, обидва з яких були на честь язичників і закінчились стратою невинних людей (Бут. 40:22; Матв. 14:6—10). Однак дослідники[які?] вказують на безпідставність заборони святкувати дні народження, посилаючись на приклади святкування днів народжень людьми, які поклонялись Богові (напр. Йов 1:4), та лояльність Біблії до святкувань взагалі (напр. Кол. 2:16).
- Вчення про душу. Вірять у те, що душа після смерті тіла теж помирає[34].

## Термінологія Свідків Єгови
Свідки Єгови у ході своєї релігійної діяльності користуються рядом специфічних термінів. Нижче наводяться пояснення для деяких із цих термінів у трактуванні Свідків Єгови.

### А
«Армагеддон» (євр. Гар Маґедон — «гора Меґіддо, гора збору військ», назва, що зустрічається в Апокаліпсісі) — заключна фаза «великого лиха», під час якого Бог знищить сучасну політичну систему, а також будуть знищені усі нечестиві люди. Після Армагеддону на землі повинно бути встановлене правління Царства Бога і відновлений втрачений Рай. Він покладе край усім війнам. Про те, що здійснить Єгова, в Біблії говориться: «Аж до краю землі припиняє Він війни, ламає Він лука й трощить списа, палить огнем колесниці» (Псалом 46:9, 10, Огієнко).
У той час, коли народи застосовуватимуть один проти одного смертоносну зброю і загрожуватимуть знищити довколишнє середовище, Творець землі вдасться до рішучих дій. Це й буде передречений у Біблії Армагеддон. (Об'явлення 11:18). Він доведе правомірність правління Господаря землі, Бога Єгови, над усіма його творивами. Людям, які люблять праведність, нічого боятися Армагеддону. Його, навпаки, можна вважати підставою для надії. Ця війна очистить землю від усього зла й прокладе шлях для праведної нової системи, в якій правитиме Боже Месіанське Царство (Ісаї 11:4, 5). Армагеддон — це не страшний катастрофічний кінець світу. Армагеддон ознаменує початок нового, щасливого життя для праведних людей, які житимуть вічно в раю на землі (Псалом 37:29).

### В
«Велике лихо» (теж «велика скорбота») Мт. 24:21 — подія, яка розпочнеться із всесвітнього знищення політичною владою фальшивої релігії, потім піде їхній напад на самих Свідків Єгови, а при завершенні великого лиха відбудеться Армагеддон.

### К
«Керівний орган» — вищий керівний орган Свідків Єгови.

### П
«Піонер» — член організації Свідків Єгови, який проповідує не менше певної кількості годин на місяць: 100 (спеціальний піонер), 50 (повночасний піонер) або 30 (допоміжний піонер).
«Помазанець» — один зі 144 000 людей (Об'явлення 14:1-4) помазаних святим духом, починаючи з дня П'ятдесятниці 33 року н. е. і до сьогодні. Лише під час закінчення набору всіх 144 000 помазанців почнеться Велике лихо. Тільки помазанці мають право приймати від символів під час Спомину смерті Ісуса Христа (Господньої Вечері). Тільки вони мають надію на життя після смерті на небі.

## Критика
Свідків Єгови найчастіше критикують представники різних християнських конфесій, медики, колишні члени цієї релігійної організації. Її звинувачують у доктринальній непослідовності, несправджених пророцтвах, неправильному перекладі та тлумаченні Біблії, жорстокому поводженні з колишніми членами та авторитарному управлінні. Критика також стосується їх відмови від переливання крові, ухилення від військової служби, руйнування сімей та того, що вони не повідомляють про випадки сексуального насильства.
17 серпня 2017 року Міністерство юстиції Російської Федерації включило «Управлінський центр Свідків Єгови в Росії» та його 395 місцевих релігійних організацій до список заборонених у Росії організацій .